# سوزان اولسن
سوزان اولسن (انگلیسی: Susan Olsen؛ زادهٔ ۱۴ اوت ۱۹۶۱) یک هنرپیشه اهل ایالات متحده آمریکا است. وی از سال ۱۹۶۸ میلادی تاکنون مشغول فعالیت بوده‌است.

## گزیده فیلمشناسی
از فیلم‌ها یا برنامه‌های تلویزیونی که وی در آن نقش داشته‌است می‌توان به آثار زیر اشاره کرد.
- آیرونساید (مجموعه تلویزیونی) (۱۹۶۸)
- دود اسلحه (۱۹۶۸–۱۹۶۹)